# Microrégion de Catalão
La microrégion de Catalão est l'une des six microrégions qui subdivisent le sud de l'État de Goiás au Brésil.
Elle comporte 11 municipalités qui regroupaient 128 488 habitants en 2006 pour une superficie totale de 15 207 km2.

## Municipalités[1]
- Anhangüera
- Campo Alegre de Goiás
- Catalão
- Corumbaíba
- Cumari
- Davinópolis
- Goiandira
- Ipameri
- Nova Aurora
- Ouvidor
- Três Ranchos